# HMS Peacock (U96)
Pour les autres navires du même nom, voir HMS Peacock.
Le HMS Peacock est un sloop britannique, de la classe Black Swan modifiée, qui participa aux opérations navales contre la Kriegsmarine (marine Allemande) pendant la Seconde Guerre mondiale.

## Construction et conception
Le Peacock est commandé le 27 mars 1941 dans le cadre de programmation de 1940 pour le chantier naval de John I. Thornycroft & Company à Woolston, Southampton - Angleterre. Sa pose de la quille est effectuée le 29 novembre 1942, le Peacock est lancé le 11 décembre 1943 et mis en service le 30 août 1943.
Il a été adopté par les communautés civiles de Tadcaster dans le North Riding of Yorkshire, dans le cadre de la Warship Week (semaine des navires de guerre) en 1942.
Les sloops de la classe Black Swan ont fait l'objet de nombreuses modifications au cours du processus de construction, à tel point que la conception a été révisée, les navires ultérieurs (du programme de 1941 et suivants) étant décrits comme la classe Black Swan modifiée. Bien que Wren ait été fixé selon la conception originale, elle a été achevée plus tard que certains des navires de classe modifiés, et avec les modifications apportées lors de sa construction, il était impossible de les distinguer des navires modifiés de Black Swan.
La classe Black Swan modifiée était une version élargie et mieux armé pour la lutte anti-sous-marine de la classe Black Swan, elle-même dérivée des sloops antérieurs de la classe Egret. L'armement principal se composait de six canons antiaériens QF 4 pouces Mk XVI dans trois tourelles jumelles, de 6 Canons jumelés de 20 mm Oerlikon Anti-aérien, de 4 canons de 40 mm pom-pom. L'armement anti-sous-marin se composait de lanceurs de charges de profondeur avec 110 charges de profondeur transportées. Il était aussi équipé d'un mortier Hedgehog anti-sous-marin pour lancer en avant ainsi qu'un équipement radar pour le radar d'alerte de surface type 272, et le radar de contrôle de tir type 285,.

## Historique
Sous le commandement du Lt.Cdr. Richard Stannard, lors de la mise en service, le Peacock termin ses essais de préparation dans les eaux intérieures. En août 1944, il est affecté au service des convois de l'Arctique vers la Russie. En décembre 1944, il est affecté à la défense des convois de l'Atlantique. Au cours de ces opérations, il participe au naufrage de plusieurs U-Bootes.
Le U-394 est coulé le 2 septembre 1944 dans la mer de Norvège au sud-est de l'Île Jan Mayen à la position géographique de 69° 47′ N, 4° 10′ E par des tirs de roquettes et des charges de profondeurs lancés d'un avion Fairey Swordfish (Squadron 825 FAA/V) du porte-avions d'escorte britannique HMS Vindex, des destroyers britanniques HMS Keppel et HMS Whitehall et des sloops britanniques HMS Mermaid et HMS Peacock. Les 50 hommes d'équipage de l'U-Boot meurent dans cette attaque.
En mai 1945, il est affecté au service de la British Pacific Fleet mais est transféré à la Mediterranean Fleet à la fin de la guerre.
Après la guerre, il reste en Méditerranée. Il reçoit le nouveau numéro de fanion F96 et est basé à Malte, dans le cadre de la 3e flottille de frégates. Cette flottille a pris part à des patrouilles empêchant immigration juive illégale en Palestine mandataire. En juin 1953, il assiste au Coronation Review à Spithead. En 1954, il est placé en réserve.
Il est vendu pour la ferraille et arrive pour démantèlement à Rosyth le 7 mai 1958.